# Caroline Williams
Leah Caroline Williams (Condado de Rusk, Texas, 27 de março de 1957) é uma atriz norte-americana.

## Vida e carreira
Williams nasceu no Condado de Rusk, Texas. Ela começou sua carreira em pequenos papéis em filmes, até que ela estrelou como "Stretch" no filme de terror The Texas Chainsaw Massacre 2 (1986) e como um cameo em Leatherface: The Texas Chainsaw Massacre III (1990). Williams, depois, apareceu em mais duas sequelas de terror; Stepfather II, Leprechaun 3 até que, em 2009, onde ela fez seu retorno ao gênero no filme Halloween II. Williams está definido para estrelar o próximo Hatchet III.
Caroline fez várias aparições na televisão, incluindo L.A. Law, Hunter, Murder, She Wrote, ER, Suddenly Susan, Sabrina, the Teenage Witch, Diagnosis: Murder, Family Law, NYPD Blue, The District, The Division, Nip/Tuck e Grey's Anatomy.

## Filmografia
| Filmes | Filmes                                      | Filmes                         | Filmes |
| Ano    | Título                                      | Papel                          |        |
| ------ | ------------------------------------------- | ------------------------------ | ------ |
| 1975   | Smile                                       | Helga                          |        |
| 1985   | Alamo Bay                                   | Diane                          |        |
| 1985   | The Legend of Billie Jean                   | Woman in Pickup                |        |
| 1986   | The Texas Chainsaw Massacre 2               | Vanita "Stretch" Brock         |        |
| 1986   | Getting Even                                | Molly                          |        |
| 1989   | Stepfather II                               | Madeline "Matty" Crimins       |        |
| 1990   | Leatherface The Texas Chainsaw Massacre III | Vanita "Stretch" Brock (cameo) |        |
| 1990   | Days of Thunder                             | Jennie Burns                   |        |
| 1995   | Leprechaun 3                                | Loretta                        |        |
| 1995   | Drifting School                             | Emily Scott                    |        |
| 1999   | Rage                                        | B-Girl at the Elephant         |        |
| 2000   | How the Grinch Stole Christmas              | Tiny Who Woman                 |        |
| 2007   | Jane Doe: How to Fire Your Boss             | Alana Devlin                   |        |
| 2009   | Halloween II                                | Dr. Maple                      |        |
| 2010   | Sebastian                                   | Olivia Barnes                  |        |
| 2010   | Monsterpiece Theatre Volume 1               | Auntie D (segment: Rottentail) |        |
| 2011   | Don't Look in the Basement!                 | Nurse Karen Stephens           |        |
| 2013   | Hatchet III                                 | Amanda                         |        |

| Televisão | Televisão                          | Televisão                     | Televisão   |
| Ano       | Título                             | Papel                         | Notas       |
| --------- | ---------------------------------- | ----------------------------- | ----------- |
| 1986      | Thompson's Last Run                | Hooker                        | Telefilme   |
| 1987      | Hunter                             | Sybil Taylor                  | 1 episódio  |
| 1987      | L.A. Law                           | Mrs. Talbot                   | 2 episódios |
| 1988      | Police Story: Monster Manor        | Big Reid                      | Telefilme   |
| 1990      | Love and Lies                      | Sammi                         | Telefilme   |
| 1990      | They Came from Outer Space         | Jessica                       | 1 episódio  |
| 1991      | Sins of the Mother                 | Jennifer Coe                  | Telefilme   |
| 1991      | Equal Justice                      | Roberta                       | 1 episódio  |
| 1991      | The 100 Lives of Black Jack Savage | Christy Lawton                | 1 episódio  |
| 1991      | Shannon's Deal                     | Vivian                        | 1 episódio  |
| 1992      | Sisters                            | Janet Kelso                   | 1 episódio  |
| 1992      | Murder, She Wrote                  | Amanda North & Janet Weymouth | 2 episódios |
| 1992      | Silk Stalkings                     | Caitlin Walsh                 | 1 episódio  |
| 1994      | Deconstructing Sarah               | Dottie                        | Telefilme   |
| 1995      | Models Inc.                        | Leslie Newcomb                | 2 episódios |
| 1996      | ER                                 | Scrub Nurse                   | 1 episódio  |
| 1996      | Suddenly Susan                     | Ms. Turner                    | 1 episódio  |
| 1997      | Sabrina, the Teenage Witch         | Gwendolyn                     | 1 episódio  |
| 1997      | Mike Hammer, Private Eye           | Janice Rhodes                 | 1 episódio  |
| 1998      | Mike Hammer, Private Eye           | Natural Rivers Now woman      | 1 episódio  |
| 1998      | Air America                        |                               | 1 episódio  |
| 1999      | Diagnosis: Murder                  | Maren                         | 1 episódio  |
| 2001      | Family Law                         | Ms. Morton                    | 1 episódio  |
| 2003      | NYPD Blue                          | Trish Braswell                | 1 episódio  |
| 2003      | Recipe for Disaster                | Jason's Mom                   | Telefilme   |
| 2003      | The District                       | Ruth Davies                   | 1 episódio  |
| 2004      | The Division                       | Donna Estes                   | 2 episódios |
| 2007      | Nip/Tuck                           | Mrs. Feeney                   | 1 episódio  |
| 2008      | Women's Murder Club                | Betsy Hammond                 | 1 episódio  |
| 2010      | Grey's Anatomy                     | Alison Clark                  | 1 episódio  |